# Amerotyphlops tasymicris
Amerotyphlops tasymicris o culebra ciega de banco de Granada es una especie de serpientes de la familia Typhlopidae.

## Distribución geográfica
Es endémica de la isla de Granada y de la isla Unión (Granada (país) y San Vicente y las Granadinas).